# Garliczka
Garliczka es un pueblo en el distrito administrativo de Gmina Zielonki, dentro del distrito de Cracovia, voivodato de Pequeña Polonia, en el sur de Polonia. Se encuentra aproximadamente a 11 km al norte de la capital regional Cracovia . 